# Take Me in Your Arms (Rock Me a Little While)
Singles de Kim Weston
What Good Am I Without You
(1964) Helpless
(1966)
Take Me in Your Arms (Rock Me a Little While) est une chanson écrite par l'équipe d'auteurs-compositeurs et producteurs de soul Holland–Dozier–Holland. Le premier enregistrement à succès est sorti par Kim Weston en 1965. La version la plus populaire est celle enregistrée par The Doobie Brothers en 1975.

## Premières versions
Eddie Holland du trio d'auteurs-compositeurs Holland-Dozier-Holland a réalisé l'enregistrement original de Take Me in Your Arms en 1964. Cette version n'a été commercialisée qu'en 2005. Holland-Dozier-Holland a demandé à Kim Weston d'enregistrer la chanson en 1965 et sa version est sortie en septembre de la même année. Mike Terry est le saxophoniste baryton. Elle a atteint la 4e place du classement R&B du magazine Billboard et le numéro 50 dans le Hot 100. 
En 1967, Holland-Dozier-Holland a fait enregistrer la chanson par le groupe The Isley Brothers. Leur version est sortie en mars 1968 et a atteint la 121e place aux États-Unis et la 22e place du classement R&B dans le même pays.
Le groupe de jazz-rock américain Blood, Sweat & Tears a sorti une version de la chanson sur l'album BST4 en juin 1971.
Jermaine Jackson a sorti une reprise de Take Me in Your Arms pour son premier album solo, Jermaine, sorti en 1972. Le morceau, produit par Hal Davis, est sorti en face B du single de Jackson Daddy's Home.

### Classements hebdomadaires
| Chart (1965)                  | Meilleure position |
| ----------------------------- | ------------------ |
| États-Unis (Hot 100)          | 50                 |
| États-Unis (Hot Soul Singles) | 4                  |
| États-Unis (Cashbox Top 100)  | 48                 |
| Royaume-Uni (UK R&B)          | 6                  |

| Classement (1968)                   | Meilleure position |
| ----------------------------------- | ------------------ |
| États-Unis (Bubbling Under Hot 100) | 121                |
| États-Unis (Hot Soul Singles)       | 22                 |
| États-Unis (Cash Box Top 100)       | 97                 |

## Version des Doobie Brothers
Singles de The Doobie Brothers
Black Water
(1974) Sweet Maxine
(1975)
The Doobie Brothers enregistrent une reprise de la chanson sous le titre Take Me in Your Arms (Rock Me) sur leur cinquième album Stampede. Elle sort en tant que premier single de l'album le 23 avril 1975 sous le label Warner Bros. Records.

### Contexte
Tom Johnston, qui était alors le leader des Doobie Brothers, a rappelé plus tard : « J'étais fan de cette chanson depuis qu'elle est sortie quelque part dans les années 60. J'adorais cette chanson. Alors vers 1972, j'ai commencé à préparer à en faire une reprise avec le groupe. Et ça n'a pas abouti jusqu'en 1975. Puis finalement, en 1975, nous l'avons fait ».
Jeff Baxter, a déclaré à propos de leur enregistrement : « Cette chanson était comme un rêve devenu réalité pour nous. Tous les musiciens que j'ai connus ont à un moment donné voulu obtenir le son soul techniquement lisse de Motown – c'est tellement dynamique. pour le dupliquer, et voir si notre version pourrait devenir un single à succès ». Selon Patrick Simmons, « Au début, le groupe ressemblait aux Grateful Dead imitant les Four Tops, mais progressivement, il s'est réuni assez précisément ». Paul Riser, arrangeur de musique pour Motown, a été enrôlé pour arranger la piste. 

### Accueil commercial
Take Me in Your Arms a atteint la 11e place aux États-Unis en juin 1975. La chanson s'est notamment également classée au Royaume-Uni à la 29e place, correspondant au classement d'une autre chanson des Doobie Brothers Listen to the Music et en Australie à la 34e place.
En France, Take Me in Your Arms est la seule chanson du groupe à se classer dans les hit-parades, où il a atteint la 35e place des ventes, et la 40e place du Hit-Parade de RTL. 

### Crédits
The Doobie Brothers
- Tom Johnston – guitares, chant
- Patrick Simmons – guitares, chant
- Jeff "Skunk" Baxter – guitares, guitare pedal steel
- Tiran Porter – basse, chœurs
- John Hartman – batterie, percussion
- Keith Knudsen – batterie, percussion, chœurs

Musiciens additionnels
- Bill Payne – piano
- Bobbye Hall Porter – congas
- Sherlie Matthews, Venetta Fields et Jessica Smith – chœurs
- Paul Riser – arrangements de cordes et cuivres
- Ted Templeman – production

### Classements
| Classement (1975)              | Meilleure position |
| ------------------------------ | ------------------ |
| Australie (Kent Music Report)  | 34                 |
| Canada (RPM Top Singles)       | 35                 |
| États-Unis (Hot 100)           | 11                 |
| États-Unis (Cash Box Top 100)  | 10                 |
| France (IFOP)                  | 35                 |
| Nouvelle-Zélande (RMNZ)        | 31                 |
| Royaume-Uni (UK Singles Chart) | 29                 |

| Classement (1975)       | Position |
| ----------------------- | -------- |
| États-Unis (Pop Annual) | 111      |

## Autres reprises notables
Take Me in Your Arms est également sorti en 1975 par la chanteuse canadienne Charity Brown (en) dont la version, produite par Harry Hinde, a été arrangée par Tom Baird. Le morceau est paru sur son album Charity Brown de 1975. La reprise de Charity Brown a atteint la 5e place au Canada en mai 1975. Le single de Brown est sortie en mai 1975 au Royaume-Uni où il n'a pas réussi à se classer.